# Alfons X. Kastilský

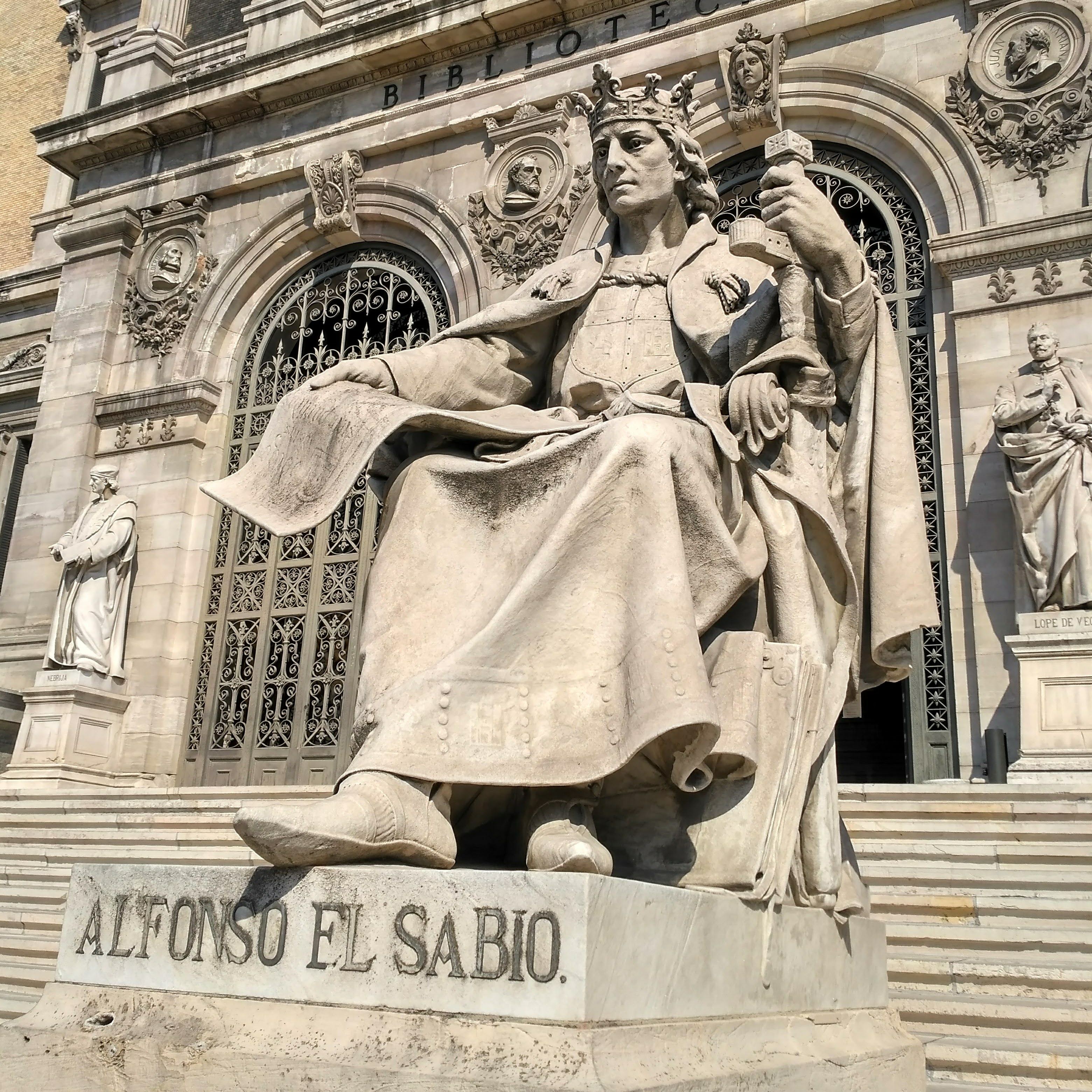

Alfons X. Kastilský, zvaný Moudrý nebo též Učený (španělsky Alfonso el Sabio, 23. listopadu 1221, Toledo – 4. dubna 1284, Sevilla), byl král Kastilie a Leónu v letech 1252–1284 a protikrál Svaté říše římské v letech 1257–1275 dynastie burgundsko-ivrejské. Navázal na úsilí svého otce krále Ferdinanda III. o reconquistu: ke Kastilii připojil mj. Jerez, Cádiz, Murcii, Cartagenu a Alicante.
Získal si mimořádné zásluhy o rozvoj španělské kultury. Stál v centru španělského kulturního dění a téměř všechny významné kulturní činy jeho doby vznikly z jeho popudu a za jeho přímé účasti.
Podstatně přispěl k rozvoji literatury a vzdělanosti v národním jazyce. Jeho snahy o kodifikaci práva se staly trvalým přínosem i pro pozdější Španělsko a země Latinské Ameriky.

## Životopis
Narodil se 23. listopadu 1221 v Toledu jako prvorozený syn Ferdinanda III. (svatého), krále Kastilie (od 1217) a Leónu (od 1230), a Beatrice (pokřtěné Alžběty) Švábské, dcery švábského vévody a římského krále Filipa a vnučky císaře Fridricha Barbarossy. V roce 1231, zatímco Ferdinand III. byl zaměstnán objížděním nově nabytého (a navždy ke Kastilii připojeného) Leónu, vyslal devítiletého infanta Alfonse, aby jej zastoupil na tažení proti maurským vládcům Córdoby a Sevilly (existují věrohodné pochyby, že v dobových kronikách nešlo o Ferdinandova syna, nýbrž jeho bratra Alfonse de Molina, nar. 1202). Tažení vyvrcholilo vítěznou bitvou u Jerezu.
Když dosáhl věku devatenácti let, začal se formálně titulovat jako následník trůnu a ujal se státnických funkcí v leónském království. Nedlouho poté se začal zapojovat také do vojenských operací.
V letech 1243–1245 se za nemocného otce ujal tažení proti muslimskému království Murcii, která se poté fakticky stala kastilským protektorátem. Při té příležitosti uzavřel Alfons 26. března 1244 smlouvu z Almizry s králem s aragonským králem Jakubem I. Dobyvatelem o vymezení hranic mezi zisky obou křesťanských království. Kastilie si tak zajistila přístup ke Středozemnímu moři.
V letech 1246–1247 se zapojil do občanské války v Portugalsku, kde podpořil krále Sancha II. proti jeho soupeři a bratru Afonsovi Boulogneskému.
V letech 1247–1248 se zúčastnil v prvních řadách dobytí Sevilly a zastoupil churavého Ferdinanda III. při rozdílení územních zisků a státních úřadů.
Po dalším tažení do Murcie připojil ke Kastilii řadu měst včetně Cartageny a Alicante.
26. prosince 1246 se zasnoubil s Violante, dcerou krále Jakuba I. Aragonského, tehdy desetiletou. Svatba se konala 29. ledna 1249. Manželství bylo málem zrušeno pro neplodnost královny, na vině však byla její nedospělost. V letech 1253-1267 porodila Alfonsovi jedenáct dětí.
30. května 1252 zemřel Ferdinand III. a 1. června byl infant prohlášen za Alfonse X., krále Kastilie a Leónu.
Vláda Alfonse X. přinesla četné reformy, které připravovaly zemi k její pozdější úloze v moderním sjednoceném Španělsku od 15. století. Zajistila také Kastilii rozhodující postavení mezi monarchiemi na Iberském poloostrově.
Na počátku své vlády se Alfons X. zaobíral myšlenkou na velkou invazi do severní Afriky. K tomu si opatřil u papeže souhlas s přípravou křížové výpravy v Kastilii, což mu mělo umožnit vybírat peníze výměnou za duchovní beneficia. K tomu byly dokonce jmenovány budoucí biskupské stolice v Maghrebu a podnikány diplomatické kroky u severoafrických vládců. Z plánů nakonec sešlo.
V roce 1255 zahájil Alfons X. projekt sjednocení všech právních norem (fueros), jimiž se řídila jednotlivá města části území pod jeho vládou, cestou jejich náhrady novým jednotným textem (Fuero Real de Castilla). Na něj navázala první redakce jednotného zákoníku El espéculo de las leyes (1255). Když v následujícím roce nabídla delegace italského města Pisy Alfonsovi kandidaturu na římského krále, rozhodl se pověřit svůj tým právníků vypracováním rozšířeného zákoníku na základě Espécula a římsko-kanonického práva. Tak v letech 1256-1265 vznikl zákoník Siete Partidas (Sedm částí), který svým významem daleko přesáhl svou dobu a jehož prvky lze nalézt v legislativních textech dodnes. Zákoník je také nesmírně cenným pramenem pro poznání vývoje španělského jazyka.
Posílení koruny a ním související restrikce vyvolaly nicméně odpor v měšťanstvu a šlechtě.
Roku 1273 založil Alfons spolek asi 3000 chovatelů ovcí (El Honrado Concejo de la Mesta) s cílem učinit z vlny významnou exportní komoditu Kastilie. Privilegia, jimiž Mestu vybavil, měla však neblahé důsledky pro kastilské hospodářství.
Snad nejvýznamnější správní reforma se týkala dosídlení království sevillského po jeho dobytí na sklonku vlády Ferdinanda III. Došlo k přerozdělení majetku šlechty a měšťanů po dobytí bojem nebo obléháním, zatímco obyvatelstvu, které se vzdalo, byla ponechána jistá míra politické a náboženské autonomie. Tato politika skončila po povstání muslimů (mudéjarů) 1264, po níž následovalo vysídlování a demograficky vyčerpaná Kastilie nemohla obyvatelstvo nahradit.
V roce 1256 přijal Alfons X. v Sorii poselstvo z Pisy, které mu nabídlo podporu v kandidatuře na volbu římským králem po smrti Viléma II. Holandského, v níž se mohl opřít o svůj hohenštaufský původ po matce. V roce 1257 získal Alfons hlasy čtyř kurfiřtů, zatímco jeho protivník Richard Cornwallský (bratr anglického krále Jindřicha III.) získal tři. Bez váhání se však vypravil do Cách a dal se korunovat, zatímco Alfons zůstal doma. Následná nesmírně náročná a nákladná snaha o císařskou korunu narážela na papežské průtahy, až se Alfons v roce 1275 dalších nároků vzdal.
Konec vlády byl pro Alfonse X. těžký. V roce 1272 se vzbouřila šlechta, žádající peníze, konec autoritativní centralizované panovníkovy moci a zrušení nových zákonů. Následník trůnu Fernando de la Cerda dokázal spory urovnat, roku 1273 však zemřel. Následnictví mělo podle Siete Partidas přejít na jeho syny, král však přál svému druhorozenému synu Sanchovi, na rozdíl od královny a francouzského krále Filipa III., strýce mladých princů. Když král nakonec jejich nárok uznal, vzbouřil se v roce 1282 Sancho s podporou značné části šlechty a zbavil krále moci, ne však titulu. Ten se uchýlil do Sevilly, která mu zůstala věrná, vydědil Sancha a s podporou svých někdejších muslimských protivníků sbíral síly k odporu. Když se však přízeň šlechty k němu opět přikláněla, zemřel v Seville 4. dubna 1284.
Sancho, ač vyděděn, byl korunován v Toledu 30. dubna 1284.

## Kulturní činnost
Alfonsu X. se dostalo pečlivého vzdělání. Jeho matka Beatrice Švábská dospívala na dvoře sicilského krále a pozdějšího hohenštaufského císaře Fridricha II., milovníka trobadorské poezie a vědy, zakladatele neapolské univerzity (1224). Alfons v mládí pobýval v Allariz (Galicie), kde si osvojil galicijsko-portugalský jazyk, tehdy oblíbený v dvorské poezii na Pyrenejském poloostrově.
Od mládí psal galicijsko-portugalsky satirickou lyriku (cantigas de escarnio) a pravděpodobně také několik oslavných hymnů na Pannu Marii; podpořil také překlad (z arabštiny do kastilštiny) indických bajek Kalila a Dimna (Calila y Dimna), významný pro vývoj kastilské výpravné prózy. Později sezval na svůj dvůr přední trobadory, mezi nimiž byli okcitánsky a galicijsko-portugalsky píšící Janovan Bonifaci Calvo, Katalánci Arnaut Catalán a Cerveri de Girona, Francouzi Guiraut Riquer a Peire Cardenal, Galicijci Airas Nunes, Pero da Ponte a Alfonso Eanes do Coton a také přední španělskožidovští básníci, např. Todros Abulafia.
Alfons X. je považován za autora části sbírky 420 lyrických básní Cantigas de Santa María (Písně na Pannu Marii, 1270–1282?), psaných v duchu dvorské tradice galicijsky, opatřených hudební notací a nádhernými ilustracemi. Z jeho kastilsky psané milostné poezie se zachovala jediná báseň.
Vedle literátů povolal Alfons X. Na svůj dvůr pozval také mnoho učenců z hebrejského, arabského i latinského jazykového prostředí, aby vytvořili nebo přeložili díla shromažďující antické a dobové poznání.  Někdy se nepřesně hovoří o „toledské překladatelské škole“.
K pozoruhodným dílům, vzniklým v královském skriptoriu, se v oblasti práva řadí již zmíněná Fuero Real de Castilla, Espéculo a Siete Partidas (viz výše), v astronomii slavné Alfonsovy tabulky a Libros del saber de astrología (Knihy o vědění hvězdářském, přel. 1256, nová redakce 1276), v historii Estoria de España (1270–1274, nová redakce 1282–1284) a Grande e general estoria (obecné dějiny, po 1270), v mineralogii (ale také magii) Lapidario (snad vlastní překlad Alfonsův kol. 1250) a také Libro de los juegos de ajedrez, dados y tablas (Kniha o šachu, kostkách a dámě). Králův podíl na těchto dílech byl někdy přímý, jindy nepřímý, vždy však rozhodující: formuloval záměr díla, poskytl prostředky k jeho tvorbě a vydal podrobné pokyny k jeho stavbě i obsahu, často včetně detailů grafiky a ilustrací.
Spolupráce křesťanských, židovských a muslimských učenců v královském skriptoriu byla velkým přínosem pro dobovou vědu, oživení antického písemnictví a překlad arabských a hebrejských textů do latiny a kastilštiny. Tyto snahy s konečnou platností potvrdily kastilštinu jako jazyk vědy i literatury. Od vlády Alfonse X. je také španělština vedle latiny běžně používána v královské správě a diplomacii Kastilie a Leónu.
Alfons X. udělil Estudios Generales v Salamance (1254) a Palencii (1263) statut univerzit; Salamanca se tímto titulem honosila jako první v Evropě.

## Vývod předků
|                     |                          |  |                      |                          |  |  |  |  |  |  |  | Alfons VII. Kastilský |
|                     |                          |  |                      |                          |  |  |  |  |  |  |  |                       |
|                     | Ferdinand II. Leónský    |  |                      |                          |  |  |  |  |  |  |  |                       |
|                     |                          |  |                      |                          |  |  |  |  |  |  |  |                       |
|                     |                          |  |                      | Berenguela Barcelonská   |  |  |  |  |  |  |  |                       |
|                     |                          |  |                      |                          |  |  |  |  |  |  |  |                       |
|                     | Alfons IX. Leónský       |  |                      |                          |  |  |  |  |  |  |  |                       |
|                     |                          |  |                      |                          |  |  |  |  |  |  |  |                       |
|                     |                          |  |                      | Alfons I. Portugalský    |  |  |  |  |  |  |  |                       |
|                     |                          |  |                      |                          |  |  |  |  |  |  |  |                       |
|                     | Urraca Portugalská       |  |                      |                          |  |  |  |  |  |  |  |                       |
|                     |                          |  |                      |                          |  |  |  |  |  |  |  |                       |
|                     |                          |  |                      | Matilda Savojská         |  |  |  |  |  |  |  |                       |
|                     |                          |  |                      |                          |  |  |  |  |  |  |  |                       |
|                     | Ferdinand III. Kastilský |  |                      |                          |  |  |  |  |  |  |  |                       |
|                     |                          |  |                      |                          |  |  |  |  |  |  |  |                       |
|                     |                          |  |                      | Sancho III. Kastilský    |  |  |  |  |  |  |  |                       |
|                     |                          |  |                      |                          |  |  |  |  |  |  |  |                       |
|                     | Alfons VIII. Kastilský   |  |                      |                          |  |  |  |  |  |  |  |                       |
|                     |                          |  |                      |                          |  |  |  |  |  |  |  |                       |
|                     |                          |  |                      | Blanka Navarrská         |  |  |  |  |  |  |  |                       |
|                     |                          |  |                      |                          |  |  |  |  |  |  |  |                       |
|                     | Berenguela Kastilská     |  |                      |                          |  |  |  |  |  |  |  |                       |
|                     |                          |  |                      |                          |  |  |  |  |  |  |  |                       |
|                     |                          |  |                      | Jindřich II. Plantagenet |  |  |  |  |  |  |  |                       |
|                     |                          |  |                      |                          |  |  |  |  |  |  |  |                       |
|                     | Eleonora Anglická        |  |                      |                          |  |  |  |  |  |  |  |                       |
|                     |                          |  |                      |                          |  |  |  |  |  |  |  |                       |
|                     |                          |  |                      | Eleonora Akvitánská      |  |  |  |  |  |  |  |                       |
|                     |                          |  |                      |                          |  |  |  |  |  |  |  |                       |
| Alfons X. Kastilský |                          |  |                      |                          |  |  |  |  |  |  |  |                       |
|                     |                          |  |                      |                          |  |  |  |  |  |  |  |                       |
|                     |                          |  | Fridrich II. Švábský |                          |  |  |  |  |  |  |  |                       |
|                     |                          |  |                      |                          |  |  |  |  |  |  |  |                       |
|                     | Fridrich I. Barbarossa   |  |                      |                          |  |  |  |  |  |  |  |                       |
|                     |                          |  |                      |                          |  |  |  |  |  |  |  |                       |
|                     |                          |  |                      | Judita Welfská           |  |  |  |  |  |  |  |                       |
|                     |                          |  |                      |                          |  |  |  |  |  |  |  |                       |
|                     | Filip Švábský            |  |                      |                          |  |  |  |  |  |  |  |                       |
|                     |                          |  |                      |                          |  |  |  |  |  |  |  |                       |
|                     |                          |  |                      | Renaud III. Burgundský   |  |  |  |  |  |  |  |                       |
|                     |                          |  |                      |                          |  |  |  |  |  |  |  |                       |
|                     | Beatrix Burgundská       |  |                      |                          |  |  |  |  |  |  |  |                       |
|                     |                          |  |                      |                          |  |  |  |  |  |  |  |                       |
|                     |                          |  |                      | Agáta Lotrinská          |  |  |  |  |  |  |  |                       |
|                     |                          |  |                      |                          |  |  |  |  |  |  |  |                       |
|                     | Alžběta Štaufská         |  |                      |                          |  |  |  |  |  |  |  |                       |
|                     |                          |  |                      |                          |  |  |  |  |  |  |  |                       |
|                     |                          |  |                      | Andronikos Dukas Angelos |  |  |  |  |  |  |  |                       |
|                     |                          |  |                      |                          |  |  |  |  |  |  |  |                       |
|                     | Izák II. Angelos         |  |                      |                          |  |  |  |  |  |  |  |                       |
|                     |                          |  |                      |                          |  |  |  |  |  |  |  |                       |
|                     |                          |  |                      | Eufrosyna Kastamonitissa |  |  |  |  |  |  |  |                       |
|                     |                          |  |                      |                          |  |  |  |  |  |  |  |                       |
|                     | Irena Angelovna          |  |                      |                          |  |  |  |  |  |  |  |                       |
|                     |                          |  |                      |                          |  |  |  |  |  |  |  |                       |
|                     |                          |  |                      | ?                        |  |  |  |  |  |  |  |                       |
|                     |                          |  |                      |                          |  |  |  |  |  |  |  |                       |
|                     | Irena Komnenovna         |  |                      |                          |  |  |  |  |  |  |  |                       |
|                     |                          |  |                      |                          |  |  |  |  |  |  |  |                       |
|                     |                          |  |                      | ?                        |  |  |  |  |  |  |  |                       |
|                     |                          |  |                      |                          |  |  |  |  |  |  |  |                       |